# Race bovine canadienne
Pour les articles homonymes, voir Canadienne.
La canadienne, (aussi appelée jersey du Québec) est une race bovine québécoise.

## Origine
La canadienne descend des races bovines normandes du XVIe siècle. Lors de ses voyages, en 1538 et en 1541, Jacques Cartier amena dans ce qui allait devenir la Nouvelle-France des bestiaux provenant du nord-ouest de la France ; mais ils ne servirent sans doute qu'à la boucherie.
Le noyau de bovins qui allait donner naissance à la canadienne fut importé entre 1601 et 1665. Puisqu'ils partaient de Honfleur en Normandie, et d'abord sous Champlain, gouverneur de la Nouvelle-France, la canadienne tire ses origines de la cotentine ou y est apparentée. La même cotentine, après avoir été croisée à la race pie-rouge de Hollande, aux races augeronne et cauchoise de Normandie et, finalement, à la durham de Grande-Bretagne, donna naissance à la race normande d’aujourd’hui. La canadienne est la première race bovine laitière à avoir été créée en Amérique du Nord. Elle a été intimement associée à la colonisation du Canada français ; au Québec, elle a dominé, sans partage, l’élevage bovin jusqu’au XIXe siècle. Elle était à la fois bête de trait pour le transport et le labour, vache laitière et animal de boucherie.
Vers 1880, débuta, sous l'impulsion de J.-A. Couture, médecin-vétérinaire, fondateur et premier secrétaire (1895-1922) de la Société des éleveurs de bovins canadiens (SEBC), la période de réorganisation et d’amélioration de la canadienne. Le livre généalogique fut ouvert en 1886. À cette époque, les races britanniques avaient déjà leur livre généalogique, et leurs associations d’éleveurs avaient créé leurs pedigrees. L’absence de pedigree excluait les éleveurs de la canadienne des expositions de pur-sang. Au tournant du siècle, la canadienne était aussi absente de la plupart des publications canadiennes-anglaises. Ce manque de reconnaissance décourageait les éleveurs d'entrer en compétition et les canadiennes étaient absentes des grandes manifestations. Pourtant ce bétail avait amélioré ses performances à un tel point que la canadienne fut reconnue comme la productrice laitière la plus économique lors de l'Exposition Pan-américaine de Buffalo en 1901. À la même époque, elle fut aussi reconnue comme la race laitière la plus profitable au Canada.
La Société des éleveurs de bovins canadiens fut finalement organisée en 1895 et incorporée sous la loi de la Généalogie du bétail en 1905. Le ministère de l’Agriculture du Canada prit en main les livres généalogiques des races animales et organisa à Ottawa les « Annales canadiennes du bétail ».
Lors de la Convention annuelle des éleveurs de bétail en 1908, le ministre de l’Agriculture du Canada de l’époque, Sydney Fisher affirmait :
« Je n’hésite pas à proclamer que la vache canadienne est la meilleure machine à faire du beurre qui se tienne sur quatre pattes. Chacun peut avoir ses goûts et ses préférences, mais tous ceux qui connaissent ses bonnes qualités, la richesse de son lait, la vigueur de sa constitution et la facilité avec laquelle elle s’élève, seront de mon avis. »

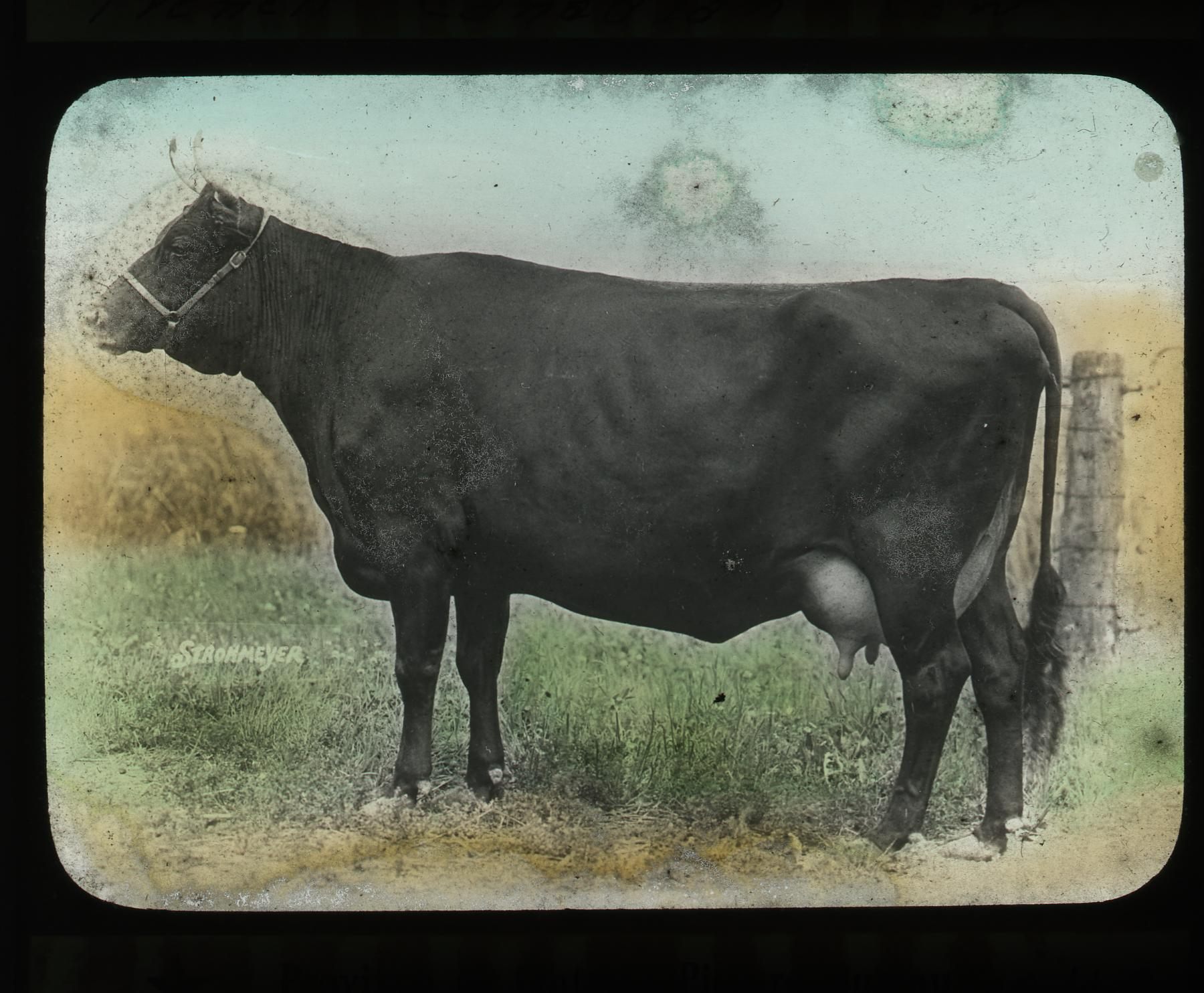
Vache canadienne.

Pendant une quinzaine d’années, jusqu’en 1914, Thomas Bassett Macaulay, vice-président de la SEBC de 1906 à 1911, joua un rôle important en amorçant un audacieux programme d’élevage fondé principalement sur l’accouplement consanguin contrôlé et intensif des meilleurs sujets. Dans la conclusion de son opuscule The Rising Breed, Macaulay faisait l’éloge de la canadienne : 
« Les Canadiens n’ont aucune bonne raison de faire venir à grands frais, de l’étranger, des reproducteurs pour améliorer leur bétail laitier. Ils ont ici même une race qui occupe le premier rang parmi les races laitières du monde et qui est destinée à devenir la race par excellence. Cette race, c’est la canadienne. Elle a la symétrie de formes, une constitution extrêmement vigoureuse, un tempérament doux, mais non lymphatique, une frugalité incomparable lui permettant de trouver sa subsistance où une autre souffrirait de malnutrition et de donner des profits avec une alimentation ordinaire ; elle donne du lait riche presque d’un vêlage à l’autre. C’est la plus profitable pour un cultivateur ordinaire de ce pays. »
Malheureusement, à la suite d'un conflit majeur qui se développa au sein de la direction de la SEBC (et qui tenait plus de rivalités idéologiques que de biologie), T.B. Macaulay quitta l'organisme. 
Vers 1920, il mit ses talents au service de la holstein. Son travail d'une vingtaine d’années a eu un effet qui se répercute encore dans la généalogie de tous les sujets de race holstein de tous les pays. Il est tout de même étonnant que, aujourd’hui aux États-Unis comme au Canada où la holstein est maître en fait de nombre et de production, il existe une très forte demande pour la canadienne.
En 1940, lors d’un concours interraces, c’est le taureau « Maurice d’Etchemin », de race canadienne, qui remporta la palme devant ses compétiteurs de races holstein et ayrshire. En 1946, à l’Exposition royale de Toronto, c’est le taureau canadien « Tixandre Ferme Centrale » (âgé de 16 ans) qui remporta le grand championnat sur un total d’environ 1 200 bêtes appartenant à toutes les races.
La Gazette des Campagnes (journal de La Pocatière au Québec) publiait dans son numéro du 14 avril 1947 le record de production laitière de la vache « Belle-du-lac », propriété des Ursulines de Roberval. Vêlée à 6 ans, cette vache fit une lactation de 9 580 kg de lait, 417 kilogrammes de matière grasse (4,35 %).
Dans les années 1970, des croisements effectués avec des brown swiss sont décidés par le gouvernement provincial du Québec pour améliorer la productivité. Le nombre d'individus conservés en pure race diminue chaque année. Aujourd'hui, l'essentiel du cheptel possède des gènes de brown swiss. Les éleveurs les plus motivés recherchent les individus les plus « archaïques » pour conserver à cette race son originalité. Les taureaux doivent avoir 15/16e de canadiens pour être enregistrés. Les individus 100 % canadiens, dont il ne reste guère que 150 animaux, sont répertoriés pour être reproduits et former une banque de sperme et d'embryons. 
Le 15 décembre 1999, l’Assemblée nationale du Québec adopta la « Loi sur les races animales du patrimoine agricole du Québec » (loi 199). On désignait la canadienne comme race patrimoniale du Québec. En France, elle recevait en 2004 son code de race numéro 92, devenant ainsi une race française officielle, un pas important compte tenu du fait que la France n’accepte plus de races bovines. De manière indirecte, cette démarche contribue à sa préservation, en particulier en cas d'épizootie au Québec.

## Morphologie
Elle porte une robe qui peut être noire, brun fauve ou rousse. Elle est généralement plus pâle sur la ligne du dos, autour du mufle et au niveau du pis. 
C'est une race de taille moyenne. La femelle pèse environ 27 kg à la naissance et atteint 500 kg à l’âge adulte. Le mâle pèse 32 kg à la naissance et en moyenne 750 à maturité.

## Aptitude
C'est une race ancienne à usage multiple : lait, viande et force de travail. Aujourd'hui, elle est élevée pour son lait. La production laitière officielle est d’environ 6 100 kg avec des taux de 4,33 % en matière grasse et de 3,61 % en matière protéique. À quantité égale au lait généralement produit, son lait riche en constituants multiples est particulièrement valorisé par les formules de paiement du lait selon les composantes. Le contenu en caséine de son lait et le contenu protéique/matière grasse représentent des atouts précieux pour la fabrication de fromage. Les connaisseurs apprécient aussi sa viande tendre et savoureuse à cause de son persillé.
Cette vache s’adapte aux conditions hivernales en se dotant d’une fourrure duveteuse qui lui permet d’affronter les grands froids. Elle s’acclimate également bien aux conditions tropicales, grâce à la couleur de sa robe, son poil luisant et fin, et à la pigmentation de sa peau.
La canadienne possède une rusticité exceptionnelle, fruit d’une sélection naturelle rigoureuse durant plusieurs générations. Elle est pourvue d’une fertilité supérieure qui se démontre quotidiennement en insémination artificielle pour un taux de non-retour supérieur et par des récoltes d’embryons également supérieures aux grandes races laitières. Elle vêle facilement et est dotée d’un tempérament à la fois doux et vigoureux. Agile, elle se déplace facilement en terrain accidenté. Elle est bonne brouteuse et est aussi reconnue pour sa frugalité. Elle valorise bien les mauvais terroirs à sous-sol granitique (sol acide et maigre, à la végétation coriace et pauvre.) 
Cette vache est dotée de qualités qui furent mises en veilleuse à la suite du développement de l’agriculture industrielle et de races plus productives, mais ses atouts lui permettent de séduire de nouveau les éleveurs.